# Feeding Everyone No Matter What
Feeding Everyone No Matter What: Managing Food Security After Global Catastrophe (em português - tradução livre: Alimentar Todos, Aconteça o que Acontecer: Gerir a Segurança Alimentar Após uma Catástrofe Global) é um livro de 2014 de David Denkenberger e Joshua M. Pearce e publicado pela Elsevier sob a sua Academic Press.
O livro analisou cinco catástrofes destruidoras de colheitas (mudanças climáticas repentinas, superervas daninhas, superbactérias, superpragas e superpatógenos) e três eventos de extinção da luz solar (erupção de supervulcão, impacto de asteróide ou cometa e inverno nuclear).
O livro propõe mais de 10 soluções para o abastecimento global de alimentos, segundo o Discovery News.
O estudo que fundamenta o livro envolve interdisciplinaridade e dá instruções para o movimento do sobrevivencialismo. Feeding Everyone No Matter What, foi amplamente coberto pela mídia internacional. Io9 escreve que leva em consideração possíveis cenários realistas, como pragas nas colheitas e inverno nuclear. Seeker cobriu alguns dos alimentos recomendados para uma catástrofe. Michigan Tech News entrevistou o autor Joshua Pearce sobre as soluções apresentadas no livro.
Feeding Everyone No Matter What também é conhecido por organizações que trabalham na prevenção de Riscos Catastróficos Globais. O Future of Life Institute publicou um artigo do autor Dave Denkenberger e o Center for the Study of Existential Risk publicou a sua palestra sobre o livro. O livro foi usado como recurso no Relatório Anual sobre Riscos Globais da Global Challenges Foundation.
Feeding Everyone No Matter What propõe um plano alternativo para as piores catástrofes, como a erupção de um supervulcão. Descreve a relação custo-eficácia de alimentos alternativos para a preparação para catástrofes. Science, repassa o plano do livro para alimentar a todos no caso de o sol ser bloqueado. Alimentos alternativos podem ser desenvolvidos para responder a catástrofes prejudiciais à agricultura em todo o mundo. O Instituto Global de Risco Catastrófico vê isto como uma parte da avaliação e preparação para riscos catastróficos globais.

## Alegações
Os autores, David Denkenberger e Joshua Pearce, afirmam que fontes alternativas de alimentos podem alimentar todos, mesmo que o sol seja bloqueado por uma catástrofe, como inverno nuclear, erupção de um supervulcão, ou um impacto de um grande asteróide/cometa. O livro centra-se no que é tecnicamente possível e pressupõe uma cooperação global. As soluções também abordam crises, incluindo alterações climáticas abruptas, super ervas daninhas, super pragas de colheitas (animais, por exemplo insectos), super bactérias (por exemplo, perturba bactérias benéficas) e super agentes patogénicos de colheitas. Ruminantes e outros herbívoros podem digerir fibra dietética, mas não têm filhos suficientes para alimentar todos dentro de cinco anos.
Como plano de reserva, é até possível que os humanos comam biomassa pré-digerida. Numa crise que obscureça o sol, os alimentos armazenados durariam menos de um ano para a população humana. O livro mostra quantas dessas soluções podem ser implementadas em menos de um ano.
Este livro também aborda outras questões, incluindo fornecimento de energia, abastecimento de água, produtos florestais, nutrição humana e preservação de  espécies ameaçadas  Além disso, o livro dá instruções para o movimento sobrevivencialista.

## Críticas
Os próprios autores admitiram um potencial risco moral com a publicação das soluções, como por exemplo Mikhail Gorbachev afirmaria explicitamente que um factor motivador para a redução do arsenal nuclear da URSS foi o conceito de inverno nuclear.
No entanto, apesar da popularidade do conceito de "inverno nuclear", existe uma ameaça clara e presente de alterações climáticas antropogénicas abruptas e os resultados dos esforços para prevenir as alterações climáticas globais têm sido ineficazes. Na sua análise, Denkenberger e Pearce argumentam que os benefícios de um plano de reserva de soluções alimentares reduziriam os danos globais para a humanidade nas catástrofes globais sobre as quais é possível controlar e poderiam reduzir os danos associados a catástrofes sobre as quais a humanidade tem muito pouco ou nenhum controlo (por exemplo, supervulcões).